# Septembre 1941 (guerre mondiale)
Chronologie de la Seconde Guerre mondiale
Août 1941 - Septembre 1941 -  Octobre 1941
- Installation de Josip Broz Tito et de ses partisans à Uzice.

- 1er septembre :
  - Les Soviétiques arrêtent l’attaque finnoise en Carélie.

- 5 septembre : 
  - L'Allemagne occupe l'Estonie.
  - L’armée allemande s’empare de Dniepropetrovsk.
  - Inauguration à Paris au Palais Berlitz de l'exposition Le Juif et la France.

- 9 septembre : 
  - Début du siège de Léningrad.

- 16 septembre :
  - Nouvel attentat anti-allemand à Paris. En représailles, les Allemands fusillent 12 otages quatre jours plus tard.

- 19 septembre : 
  - L’armée allemande s’empare de Kiev (qui était défendue par le maréchal Semion Boudienny) et de Poltava) après cinq jours de combats.

- 24 septembre : 
  - Création à Londres par le général de Gaulle du Comité national français de la France libre.

- 27 septembre :
  - Le général français Catroux déclare l'indépendance de la Syrie.
  - Capitulation italienne en Éthiopie.

- 28 septembre :
  - Arrivée à Moscou de la mission économique anglo-américaine : ouverture des négociations visant à étendre à l'Union soviétique les dispositions de la loi prêt-bail, régissant déjà les relations économique anglo-américaines.

- 30 septembre : 
  - Début de l’offensive allemande sur Moscou.
  - Signature du protocole de Moscou, fixant les modalités de l'extension de la loi prêt-bail à l'Union soviétique.